# اریم (پوسوف)
اریم (به ترکی استانبولی: Erim) یک منطقهٔ مسکونی در ترکیه است که در پوسوف واقع شده‌است.